# Raphicerus
Raphicerus es un género de  mamíferos artiodáctilos de la subfamilia Antilopinae que incluye a tres o cuatro especies de pequeños antílopes africanos.

## Especies
Se han descrito tres especies y una cuarta es tratada como subespecie según autores.
- Raphicerus campestris (Thunberg, 1811)
- Raphicerus melanotis (Thunberg, 1811)
- Raphicerus sharpei Thomas, 1897
- Raphicerus colonicus (Thomas y Schwann, 1906); tratada por algunos autores como la subespecie Raphicerus sharpei colonicus Thomas y Schwann, 1906